# HAT-P-3b
HAT-P-3b es un planeta extrasolar que se encuentra a 457 años luz de la Tierra. Fue descubierto por el proyecto HATNet, usando el método de tránsito astronómico. Su masa se calcula en unas 0.6 veces la de Júpter, con un centro de metales pesados de unas 75 masas terrestres, lo que lo hace similar al planeta HD 149026b.